# 新渊县
新渊县（越南语：／）是越南莱州省下辖的一个县。面积903.27平方公里，2018年总人口52340人。

## 地理
新渊县东接老街省沙垻市社和文盘县，西接生胡县和山罗省琼崖县，南接申渊县，北接三塘县。

## 历史
2008年10月30日，申渊县以以新渊市镇、呼蔑社、芒科社、稔芹社、稔数社、博些社、福科社、斜蔑社、亲属社和中同社1市镇9社析置新渊县。

## 行政区划
新渊县下辖1市镇9社，县莅新渊市镇。
- 新渊市镇（Thị trấn Tân Uyên）
- 呼蔑社（Xã Hố Mít）
- 芒科社（Xã Mường Khoa）
- 稔芹社（Xã Nậm Cần）
- 稔数社（Xã Nậm Sỏ）
- 博些社（Xã Pắc Ta）
- 福科社（Xã Phúc Khoa）
- 斜蔑社（Xã Tà Mít）
- 亲属社（Xã Thân Thuộc）
- 中同社（Xã Trung Đồng）